# Anax indicus
Anax indicus – gatunek ważki z rodziny żagnicowatych (Aeshnidae).